# 葉夫根尼·蘇德賓
葉夫根尼·蘇德賓（Евгений Судьбин，1980年4月19日—）是俄羅斯的鋼琴演奏家。

## 生平
出生於1980年，在聖彼得堡音樂學院就讀。10歲時随家庭移居到柏林時，葉夫根尼·蘇德賓多次獲得德國的鋼琴比賽。
葉夫根尼·蘇德賓在2010年成為英國皇家音樂學院教授。

## 外部連結
- 官方网站
- 葉夫根尼·蘇德賓的Discogs页面（英文）
- Virtuoso Pianist Yevgeny Sudbin on Safari, Eggs Benedict and The Soloist Life